# General Las Heras (Buenos Aires)
Pour les articles homonymes, voir General Las Heras.
General Las Heras, ou simplement Las Heras, est une localité argentine située dans le partido homonyme, dans la province de Buenos Aires.

## Toponymie
Le nom du quartier rappelle celui du général Juan Gregorio de las Heras, partisan de l'indépendance, qui fut gouverneur de la province de Buenos Aires entre 1824 et 1826.

## Histoire
General Las Heras est né en tant que partido (arrondissement) le 25 octobre 1864 et ses principaux habitants étaient espagnols, italiens, irlandais, français et allemands. Ses limites juridictionnelles ont été établies par décret en février 1875, à savoir les partido de La Matanza, Morón, Luján, Navarro, Lobos et Cañuelas.
Le chemin de fer de la ligne Sarmiento a commencé à fonctionner dans la branche qui comprend les gares de Merlo et Lobos, Las Heras se trouvant dans le parcours et étant un fait de grande importance pour la croissance du partido de General Las Heras. Avec cet événement, la vente aux enchères de terrains autour de la gare a permis le développement d'une population stable et importante dans un court laps de temps. Au cours de ces années, M. Paulino Speratti, par l'intermédiaire de son épouse Casilda Villamayor, a fait don de terrains pour la construction de l'église, d'une place, d'une école, du siège des autorités municipales et du juge de paix.
La première autorité du général Las Heras fut le juge Ramón Dumont, nommé par décret en février 1864 et qui, pour des raisons de meilleur contrôle et avec l'autorisation du ministre du gouvernement de la province de Buenos Aires, divisa les terres du partido en six quartiers à la charge d'un maire par quartier. Ce système a expiré avec la création de la loi du 11 septembre 1884, où les fonctions judiciaires ont été séparées des fonctions administratives et politiques, qui ont été exercées par les juges de paix, commençant ainsi la période des maires municipaux, et cette première position a été occupée par Don Juan Zamudio, une personne surnommée « le père des pauvres » (padre de los pobres), puisque quiconque venait à son estancia était généreusement accueilli et aidé. Don Juan Zamudio a également résolu les problèmes entre les villageois et sa parole a été entendue comme une décision sans appel.
En 1905, un bâtiment de deux pièces a été construit pour le bureau des autorités municipales. Au fil des années, le bâtiment municipal a été agrandi pour le rendre plus confortable, car le maire, le juge de paix, la police et le conseil délibératif exerçaient leurs fonctions dans ces deux pièces. Des années plus tard, le bâtiment municipal a de nouveau besoin d'une série de réparations qui exigent une somme d'argent importante. Il est donc décidé de le démolir et de le reconstruire à moindre coût, les travaux s'achevant en 1958.

## Démographie
La localité compte 11 331 habitants (Indec, 2010), ce qui représente une augmentation de 16,4 % par rapport au recensement précédent de 2001 qui comptait 9 735 habitants.

## Personnalités
- Carlos Carella, acteur ;
- Dolli Irigoyen, chef cuisinier ;
- Francisco Savio, machiniste ;
- Gabriela Previtera, rédacteur ;
- Diego Cerega, footballeur ;
- Alfredo Ábalos, footballeur ;
- Cristóbal Herreros, musicien.

## Religion
| Diocèse  | Mercedes-Luján |
| -------- | -------------- |
| Paroisse | San Cipriano   |